# FIA World Endurance Championship 2016
Het FIA World Endurance Championship 2016 was het vijfde seizoen van het FIA World Endurance Championship, een autosportkampioenschap met endurancewedstrijden dat georganiseerd wordt door de Fédération Internationale de l'Automobile (FIA) en de Automobile Club de l'Ouest (ACO). In het kampioenschap reden prototype- en GT-wagens verdeeld onder vier klassen. Er werden wereldtitels uitgedeeld aan de hoogst geplaatste coureurs en constructeurs in zowel de prototype- als de GT-klassen.

## Kalender
In september werd de WEC-kalender van 2016 bekend gemaakt. Alle races uit het seizoen 2015 keerden terug. Daarnaast is de 6 uur van Mexico nieuw op de kalender.
| Ronde | Race                                  | Circuit                        | Datum        |
| ----- | ------------------------------------- | ------------------------------ | ------------ |
| 1     | 6 uur van Silverstone                 | Silverstone                    | 17 april     |
| 2     | 6 uur van Spa-Francorchamps           | Circuit de Spa-Francorchamps   | 7 mei        |
| 3     | 24 uur van Le Mans                    | Circuit de la Sarthe           | 18-19 juni   |
| 4     | 6 uur van de Nürburgring              | Nürburgring                    | 24 juli      |
| 5     | 6 uur van Mexico                      | Autódromo Hermanos Rodríguez   | 3 september  |
| 6     | 6 uur van het Circuit of the Americas | Circuit of the Americas        | 17 september |
| 7     | 6 uur van Fuji                        | Fuji Speedway                  | 16 oktober   |
| 8     | 6 uur van Shanghai                    | Shanghai International Circuit | 6 november   |
| 9     | 6 uur van Bahrein                     | Bahrain International Circuit  | 19 november  |

## Teams en coureurs
Inschrijvingen in het groen komen alleen in aanmerking voor kampioenschapspunten bij de coureurs.

### LMP1
| Team                  | Auto                | Motor                         | Hybride           | Banden | Nr.                  | Coureur           | Races    |
| --------------------- | ------------------- | ----------------------------- | ----------------- | ------ | -------------------- | ----------------- | -------- |
| Porsche Team          | Porsche 919 Hybrid  | Porsche 2.0L Turbo V4         | Hybride           | M      | 1                    | Timo Bernhard     | Alle     |
| Porsche Team          | Porsche 919 Hybrid  | Porsche 2.0L Turbo V4         | Hybride           | M      | 1                    | Mark Webber       | Alle     |
| Porsche Team          | Porsche 919 Hybrid  | Porsche 2.0L Turbo V4         | Hybride           | M      | 1                    | Brendon Hartley   | Alle     |
| Porsche Team          | Porsche 919 Hybrid  | Porsche 2.0L Turbo V4         | Hybride           | M      | 2                    | Romain Dumas      | Alle     |
| Porsche Team          | Porsche 919 Hybrid  | Porsche 2.0L Turbo V4         | Hybride           | M      | 2                    | Neel Jani         | Alle     |
| Porsche Team          | Porsche 919 Hybrid  | Porsche 2.0L Turbo V4         | Hybride           | M      | 2                    | Marc Lieb         | Alle     |
| ByKolles Racing Team  | CLM P1/01           | AER P60 2.4L Turbo V6         |                   | D      | 4                    | Simon Trummer     | Alle     |
| ByKolles Racing Team  | CLM P1/01           | AER P60 2.4L Turbo V6         | Oliver Webb       | D      | 4                    | Alle              |          |
| ByKolles Racing Team  | CLM P1/01           | AER P60 2.4L Turbo V6         | James Rossiter    | D      | 4                    | 1-2               |          |
| ByKolles Racing Team  | CLM P1/01           | AER P60 2.4L Turbo V6         | Pierre Kaffer     | D      | 4                    | 3-5, 7-9          |          |
| Toyota Gazoo Racing   | Toyota TS050 Hybrid | Toyota 2.4L Turbo V6          | Hybride           | M      | 5                    | Sébastien Buemi   | Alle     |
| Toyota Gazoo Racing   | Toyota TS050 Hybrid | Toyota 2.4L Turbo V6          | Hybride           | M      | 5                    | Kazuki Nakajima   | Alle     |
| Toyota Gazoo Racing   | Toyota TS050 Hybrid | Toyota 2.4L Turbo V6          | Hybride           | M      | 5                    | Anthony Davidson  | 1-4, 6-9 |
| Toyota Gazoo Racing   | Toyota TS050 Hybrid | Toyota 2.4L Turbo V6          | Hybride           | M      | 6                    | Mike Conway       | Alle     |
| Toyota Gazoo Racing   | Toyota TS050 Hybrid | Toyota 2.4L Turbo V6          | Hybride           | M      | 6                    | Stéphane Sarrazin | Alle     |
| Toyota Gazoo Racing   | Toyota TS050 Hybrid | Toyota 2.4L Turbo V6          | Hybride           | M      | 6                    | Kamui Kobayashi   | Alle     |
| Audi Sport Team Joest | Audi R18            | Audi TDI 4.0L Turbo Diesel V6 | Hybride           | M      | 7                    | André Lotterer    | Alle     |
| Audi Sport Team Joest | Audi R18            | Audi TDI 4.0L Turbo Diesel V6 | Hybride           | M      | 7                    | Marcel Fässler    | Alle     |
| Audi Sport Team Joest | Audi R18            | Audi TDI 4.0L Turbo Diesel V6 | Hybride           | M      | 7                    | Benoît Tréluyer   | 1-3, 5-9 |
| Audi Sport Team Joest | Audi R18            | Audi TDI 4.0L Turbo Diesel V6 | Hybride           | M      | 8                    | Oliver Jarvis     | Alle     |
| Audi Sport Team Joest | Audi R18            | Audi TDI 4.0L Turbo Diesel V6 | Hybride           | M      | 8                    | Lucas di Grassi   | Alle     |
| Audi Sport Team Joest | Audi R18            | Audi TDI 4.0L Turbo Diesel V6 | Hybride           | M      | 8                    | Loïc Duval        | Alle     |
| Rebellion Racing      | Rebellion R-One     | AER P60 2.4L Turbo V6         |                   | D      | 12                   | Nick Heidfeld     | 1-4      |
| Rebellion Racing      | Rebellion R-One     | AER P60 2.4L Turbo V6         | Nicolas Prost     | D      | 12                   | 1-4               |          |
| Rebellion Racing      | Rebellion R-One     | AER P60 2.4L Turbo V6         | Nelson Piquet jr. | D      | 12                   | 1-3               |          |
| Rebellion Racing      | Rebellion R-One     | AER P60 2.4L Turbo V6         | Mathias Beche     | D      | 12                   | 4                 |          |
| Rebellion Racing      | Rebellion R-One     | AER P60 2.4L Turbo V6         | 13                | D      | Dominik Kraihamer    | Alle              |          |
| Rebellion Racing      | Rebellion R-One     | AER P60 2.4L Turbo V6         | 13                | D      | Alexandre Imperatori | Alle              |          |
| Rebellion Racing      | Rebellion R-One     | AER P60 2.4L Turbo V6         | 13                | D      | Mathéo Tuscher       | Alle              |          |

### LMP2
| Team                      | Auto                | Motor                 | Banden | Nr. | Coureur               | Races     |
| ------------------------- | ------------------- | --------------------- | ------ | --- | --------------------- | --------- |
| G-Drive Racing            | Oreca 05            | Nissan VK45DE 4.5L V8 | D      | 26  | Roman Roesinov        | Alle      |
| G-Drive Racing            | Oreca 05            | Nissan VK45DE 4.5L V8 | D      | 26  | René Rast             | 1-6, 9    |
| G-Drive Racing            | Oreca 05            | Nissan VK45DE 4.5L V8 | D      | 26  | Nathanaël Berthon     | 1-2       |
| G-Drive Racing            | Oreca 05            | Nissan VK45DE 4.5L V8 | D      | 26  | Will Stevens          | 3, 7-8    |
| G-Drive Racing            | Oreca 05            | Nissan VK45DE 4.5L V8 | D      | 26  | Alex Brundle          | 4-9       |
| G-Drive Racing            | Gibson 015S         | Nissan VK45DE 4.5L V8 | D      | 38  | Simon Dolan           | 2-3       |
| G-Drive Racing            | Gibson 015S         | Nissan VK45DE 4.5L V8 | D      | 38  | Jake Dennis           | 2-3       |
| G-Drive Racing            | Gibson 015S         | Nissan VK45DE 4.5L V8 | D      | 38  | Giedo van der Garde   | 2-3       |
| SMP Racing                | BR Engineering BR01 | Nissan VK45DE 4.5L V8 | D      | 27  | Maurizio Mediani      | Alle      |
| SMP Racing                | BR Engineering BR01 | Nissan VK45DE 4.5L V8 | D      | 27  | Nicolas Minassian     | Alle      |
| SMP Racing                | BR Engineering BR01 | Nissan VK45DE 4.5L V8 | D      | 27  | David Markozov        | 2         |
| SMP Racing                | BR Engineering BR01 | Nissan VK45DE 4.5L V8 | D      | 27  | Michail Aljosjin      | 3, 7-9    |
| SMP Racing                | BR Engineering BR01 | Nissan VK45DE 4.5L V8 | D      | 37  | Vitali Petrov         | Alle      |
| SMP Racing                | BR Engineering BR01 | Nissan VK45DE 4.5L V8 | D      | 37  | Viktor Shaytar        | Alle      |
| SMP Racing                | BR Engineering BR01 | Nissan VK45DE 4.5L V8 | D      | 37  | Kirill Ladygin        | Alle      |
| Extreme Speed Motorsports | Ligier JS P2        | Nissan VK45DE 4.5L V8 | D M    | 30  | Scott Sharp           | 1-6       |
| Extreme Speed Motorsports | Ligier JS P2        | Nissan VK45DE 4.5L V8 | D M    | 30  | Ed Brown              | 1-6       |
| Extreme Speed Motorsports | Ligier JS P2        | Nissan VK45DE 4.5L V8 | D M    | 30  | Johannes van Overbeek | 1-6       |
| Extreme Speed Motorsports | Ligier JS P2        | Nissan VK45DE 4.5L V8 | D M    | 30  | Sean Gelael           | 7-9       |
| Extreme Speed Motorsports | Ligier JS P2        | Nissan VK45DE 4.5L V8 | D M    | 30  | Antonio Giovinazzi    | 7-8       |
| Extreme Speed Motorsports | Ligier JS P2        | Nissan VK45DE 4.5L V8 | D M    | 30  | Giedo van der Garde   | 7, 9      |
| Extreme Speed Motorsports | Ligier JS P2        | Nissan VK45DE 4.5L V8 | D M    | 30  | Tom Blomqvist         | 8         |
| Extreme Speed Motorsports | Ligier JS P2        | Nissan VK45DE 4.5L V8 | D M    | 30  | Tom Dillmann          | 9         |
| Extreme Speed Motorsports | Ligier JS P2        | Nissan VK45DE 4.5L V8 | D M    | 31  | Pipo Derani           | Alle      |
| Extreme Speed Motorsports | Ligier JS P2        | Nissan VK45DE 4.5L V8 | D M    | 31  | Ryan Dalziel          | Alle      |
| Extreme Speed Motorsports | Ligier JS P2        | Nissan VK45DE 4.5L V8 | D M    | 31  | Chris Cumming         | Alle      |
| Baxi DC Racing Alpine     | Alpine A460         | Nissan VK45DE 4.5L V8 | D      | 35  | David Cheng           | Alle      |
| Baxi DC Racing Alpine     | Alpine A460         | Nissan VK45DE 4.5L V8 | D      | 35  | Ho-Pin Tung           | Alle      |
| Baxi DC Racing Alpine     | Alpine A460         | Nissan VK45DE 4.5L V8 | D      | 35  | Nelson Panciatici     | 1-6       |
| Baxi DC Racing Alpine     | Alpine A460         | Nissan VK45DE 4.5L V8 | D      | 35  | Paul-Loup Chatin      | 7-9       |
| Signatech Alpine          | Alpine A460         | Nissan VK45DE 4.5L V8 | D      | 36  | Gustavo Menezes       | Alle      |
| Signatech Alpine          | Alpine A460         | Nissan VK45DE 4.5L V8 | D      | 36  | Nicolas Lapierre      | Alle      |
| Signatech Alpine          | Alpine A460         | Nissan VK45DE 4.5L V8 | D      | 36  | Stéphane Richelmi     | Alle      |
| Strakka Racing            | Gibson 015S         | Nissan VK45DE 4.5L V8 | D      | 42  | Jonny Kane            | 1-7       |
| Strakka Racing            | Gibson 015S         | Nissan VK45DE 4.5L V8 | D      | 42  | Nick Leventis         | 1-6       |
| Strakka Racing            | Gibson 015S         | Nissan VK45DE 4.5L V8 | D      | 42  | Danny Watts           | 1-3       |
| Strakka Racing            | Gibson 015S         | Nissan VK45DE 4.5L V8 | D      | 42  | Lewis Williamson      | 4-7       |
| RGR Sport by Morand       | Ligier JS P2        | Nissan VK45DE 4.5L V8 | D      | 43  | Filipe Albuquerque    | Alle      |
| RGR Sport by Morand       | Ligier JS P2        | Nissan VK45DE 4.5L V8 | D      | 43  | Bruno Senna           | Alle      |
| RGR Sport by Morand       | Ligier JS P2        | Nissan VK45DE 4.5L V8 | D      | 43  | Ricardo González      | Alle      |
| Manor                     | Oreca 05            | Nissan VK45DE 4.5L V8 | D      | 44  | Tor Graves            | 1-4       |
| Manor                     | Oreca 05            | Nissan VK45DE 4.5L V8 | D      | 44  | James Jakes           | 1-2       |
| Manor                     | Oreca 05            | Nissan VK45DE 4.5L V8 | D      | 44  | Will Stevens          | 1-2       |
| Manor                     | Oreca 05            | Nissan VK45DE 4.5L V8 | D      | 44  | Matt Rao              | 3, 5-9    |
| Manor                     | Oreca 05            | Nissan VK45DE 4.5L V8 | D      | 44  | Roberto Merhi         | 3, 6-7    |
| Manor                     | Oreca 05            | Nissan VK45DE 4.5L V8 | D      | 44  | Antônio Pizzonia      | 4         |
| Manor                     | Oreca 05            | Nissan VK45DE 4.5L V8 | D      | 44  | Matthew Howson        | 4         |
| Manor                     | Oreca 05            | Nissan VK45DE 4.5L V8 | D      | 44  | Richard Bradley       | 5-9       |
| Manor                     | Oreca 05            | Nissan VK45DE 4.5L V8 | D      | 44  | Alfonso Toledano jr.  | 5         |
| Manor                     | Oreca 05            | Nissan VK45DE 4.5L V8 | D      | 44  | Alex Lynn             | 8-9       |
| Manor                     | Oreca 05            | Nissan VK45DE 4.5L V8 | D      | 45  | Matt Rao              | 1-2, 4    |
| Manor                     | Oreca 05            | Nissan VK45DE 4.5L V8 | D      | 45  | Richard Bradley       | 1-2, 4    |
| Manor                     | Oreca 05            | Nissan VK45DE 4.5L V8 | D      | 45  | Roberto Merhi         | 1-2, 4, 9 |
| Manor                     | Oreca 05            | Nissan VK45DE 4.5L V8 | D      | 45  | Tor Graves            | 7-8       |
| Manor                     | Oreca 05            | Nissan VK45DE 4.5L V8 | D      | 45  | Alex Lynn             | 7         |
| Manor                     | Oreca 05            | Nissan VK45DE 4.5L V8 | D      | 45  | Shinji Nakano         | 7         |
| Manor                     | Oreca 05            | Nissan VK45DE 4.5L V8 | D      | 45  | Roberto González      | 8-9       |
| Manor                     | Oreca 05            | Nissan VK45DE 4.5L V8 | D      | 45  | Mathias Beche         | 8         |
| Manor                     | Oreca 05            | Nissan VK45DE 4.5L V8 | D      | 45  | Julien Canal          | 9         |

### LMGTE Pro
| Team                      | Auto                     | Motor                        | Banden | Nr. | Coureur               | Races    |
| ------------------------- | ------------------------ | ---------------------------- | ------ | --- | --------------------- | -------- |
| AF Corse                  | Ferrari 488 GTE          | Ferrari F154CB 3.9L Turbo V8 | M      | 51  | Gianmaria Bruni       | Alle     |
| AF Corse                  | Ferrari 488 GTE          | Ferrari F154CB 3.9L Turbo V8 | M      | 51  | James Calado          | Alle     |
| AF Corse                  | Ferrari 488 GTE          | Ferrari F154CB 3.9L Turbo V8 | M      | 51  | Alessandro Pier Guidi | 3        |
| AF Corse                  | Ferrari 488 GTE          | Ferrari F154CB 3.9L Turbo V8 | M      | 71  | Davide Rigon          | Alle     |
| AF Corse                  | Ferrari 488 GTE          | Ferrari F154CB 3.9L Turbo V8 | M      | 71  | Sam Bird              | Alle     |
| AF Corse                  | Ferrari 488 GTE          | Ferrari F154CB 3.9L Turbo V8 | M      | 71  | Andrea Bertolini      | 3        |
| Ford Chip Ganassi Team UK | Ford GT                  | Ford EcoBoost 3.5L Turbo V6  | M      | 66  | Olivier Pla           | Alle     |
| Ford Chip Ganassi Team UK | Ford GT                  | Ford EcoBoost 3.5L Turbo V6  | M      | 66  | Stefan Mücke          | Alle     |
| Ford Chip Ganassi Team UK | Ford GT                  | Ford EcoBoost 3.5L Turbo V6  | M      | 66  | Billy Johnson         | 1-3      |
| Ford Chip Ganassi Team UK | Ford GT                  | Ford EcoBoost 3.5L Turbo V6  | M      | 67  | Andy Priaulx          | Alle     |
| Ford Chip Ganassi Team UK | Ford GT                  | Ford EcoBoost 3.5L Turbo V6  | M      | 67  | Harry Tincknell       | Alle     |
| Ford Chip Ganassi Team UK | Ford GT                  | Ford EcoBoost 3.5L Turbo V6  | M      | 67  | Marino Franchitti     | 1-6      |
| Dempsey-Proton Racing     | Porsche 911 RSR          | Porsche 4.0L Flat-6          | M      | 77  | Richard Lietz         | Alle     |
| Dempsey-Proton Racing     | Porsche 911 RSR          | Porsche 4.0L Flat-6          | M      | 77  | Michael Christensen   | Alle     |
| Dempsey-Proton Racing     | Porsche 911 RSR          | Porsche 4.0L Flat-6          | M      | 77  | Philipp Eng           | 3        |
| Aston Martin Racing       | Aston Martin Vantage GTE | Aston Martin 4.5L V8         | D      | 95  | Nicki Thiim           | Alle     |
| Aston Martin Racing       | Aston Martin Vantage GTE | Aston Martin 4.5L V8         | D      | 95  | Marco Sørensen        | Alle     |
| Aston Martin Racing       | Aston Martin Vantage GTE | Aston Martin 4.5L V8         | D      | 95  | Darren Turner         | 1-3      |
| Aston Martin Racing       | Aston Martin Vantage GTE | Aston Martin 4.5L V8         | D      | 97  | Richie Stanaway       | 1-5, 7-8 |
| Aston Martin Racing       | Aston Martin Vantage GTE | Aston Martin 4.5L V8         | D      | 97  | Fernando Rees         | 1-3, 6   |
| Aston Martin Racing       | Aston Martin Vantage GTE | Aston Martin 4.5L V8         | D      | 97  | Jonathan Adam         | 2-3, 9   |
| Aston Martin Racing       | Aston Martin Vantage GTE | Aston Martin 4.5L V8         | D      | 97  | Darren Turner         | 4-9      |

### LMGTE Am
| Team                    | Auto                     | Motor                   | Banden | Nr. | Coureur                  | Races    |
| ----------------------- | ------------------------ | ----------------------- | ------ | --- | ------------------------ | -------- |
| Larbre Compétition      | Chevrolet Corvette C7.R  | Chevrolet LT5.5 5.5L V8 | M      | 50  | Pierre Ragues            | Alle     |
| Larbre Compétition      | Chevrolet Corvette C7.R  | Chevrolet LT5.5 5.5L V8 | M      | 50  | Yutaka Yamagishi         | 1-5, 7   |
| Larbre Compétition      | Chevrolet Corvette C7.R  | Chevrolet LT5.5 5.5L V8 | M      | 50  | Paolo Ruberti            | 1-2, 4   |
| Larbre Compétition      | Chevrolet Corvette C7.R  | Chevrolet LT5.5 5.5L V8 | M      | 50  | Jean-Philippe Belloc     | 3        |
| Larbre Compétition      | Chevrolet Corvette C7.R  | Chevrolet LT5.5 5.5L V8 | M      | 50  | Ricky Taylor             | 5-9      |
| Larbre Compétition      | Chevrolet Corvette C7.R  | Chevrolet LT5.5 5.5L V8 | M      | 50  | Lars Viljoen             | 6        |
| Larbre Compétition      | Chevrolet Corvette C7.R  | Chevrolet LT5.5 5.5L V8 | M      | 50  | Romain Brandela          | 8-9      |
| KCMG                    | Porsche 911 RSR          | Porsche 4.0L Flat-6     | M      | 78  | Christian Ried           | Alle     |
| KCMG                    | Porsche 911 RSR          | Porsche 4.0L Flat-6     | M      | 78  | Wolf Henzler             | Alle     |
| KCMG                    | Porsche 911 RSR          | Porsche 4.0L Flat-6     | M      | 78  | Joël Camathias           | Alle     |
| AF Corse                | Ferrari 458 Italia GT2   | Ferrari 4.5L V8         | M      | 55  | Duncan Cameron           | 3        |
| AF Corse                | Ferrari 458 Italia GT2   | Ferrari 4.5L V8         | M      | 55  | Aaron Scott              | 3        |
| AF Corse                | Ferrari 458 Italia GT2   | Ferrari 4.5L V8         | M      | 55  | Matt Griffin             | 3        |
| AF Corse                | Ferrari 458 Italia GT2   | Ferrari 4.5L V8         | M      | 83  | François Perrodo         | Alle     |
| AF Corse                | Ferrari 458 Italia GT2   | Ferrari 4.5L V8         | M      | 83  | Emmanuel Collard         | Alle     |
| AF Corse                | Ferrari 458 Italia GT2   | Ferrari 4.5L V8         | M      | 83  | Rui Águas                | Alle     |
| Gulf Racing             | Porsche 911 RSR          | Porsche 4.0L Flat-6     | M      | 86  | Michael Wainwright       | Alle     |
| Gulf Racing             | Porsche 911 RSR          | Porsche 4.0L Flat-6     | M      | 86  | Adam Carroll             | Alle     |
| Gulf Racing             | Porsche 911 RSR          | Porsche 4.0L Flat-6     | M      | 86  | Ben Barker               | Alle     |
| Abu Dhabi-Proton Racing | Porsche 911 RSR          | Porsche 4.0L Flat-6     | M      | 88  | Khaled Al Qubaisi        | Alle     |
| Abu Dhabi-Proton Racing | Porsche 911 RSR          | Porsche 4.0L Flat-6     | M      | 88  | David Heinemeier Hansson | Alle     |
| Abu Dhabi-Proton Racing | Porsche 911 RSR          | Porsche 4.0L Flat-6     | M      | 88  | Klaus Bachler            | 1        |
| Abu Dhabi-Proton Racing | Porsche 911 RSR          | Porsche 4.0L Flat-6     | M      | 88  | Patrick Long             | 2-5, 7-9 |
| Abu Dhabi-Proton Racing | Porsche 911 RSR          | Porsche 4.0L Flat-6     | M      | 88  | Kévin Estre              | 6        |
| Aston Martin Racing     | Aston Martin Vantage GTE | Aston Martin 4.5L V8    | D M    | 98  | Paul Dalla Lana          | Alle     |
| Aston Martin Racing     | Aston Martin Vantage GTE | Aston Martin 4.5L V8    | D M    | 98  | Pedro Lamy               | Alle     |
| Aston Martin Racing     | Aston Martin Vantage GTE | Aston Martin 4.5L V8    | D M    | 98  | Mathias Lauda            | Alle     |
| Aston Martin Racing     | Aston Martin Vantage GTE | Aston Martin 4.5L V8    | D M    | 99  | Andrew Howard            | 3        |
| Aston Martin Racing     | Aston Martin Vantage GTE | Aston Martin 4.5L V8    | D M    | 99  | Liam Griffin             | 3        |
| Aston Martin Racing     | Aston Martin Vantage GTE | Aston Martin 4.5L V8    | D M    | 99  | Gary Hirsch              | 3        |

## Resultaten
| Ronde | Circuit     | Winnaar LMP1                                  | Winnaar LMP1 privé                                    | Winnaar LMP2                                       | Winnaar LMGTE Pro                      | Winnaar LMGTE Am                                        | Verslag |
| ----- | ----------- | --------------------------------------------- | ----------------------------------------------------- | -------------------------------------------------- | -------------------------------------- | ------------------------------------------------------- | ------- |
| 1     | Silverstone | #2 Porsche Team                               | #13 Rebellion Racing                                  | #43 RGR Sport by Morand                            | #71 AF Corse                           | #83 AF Corse                                            | Verslag |
| 1     | Silverstone | Marc Lieb Neel Jani Romain Dumas              | Dominik Kraihamer Alexandre Imperatori Mathéo Tuscher | Filipe Albuquerque Bruno Senna Ricardo González    | Davide Rigon Sam Bird                  | François Perrodo Emmanuel Collard Rui Águas             | Verslag |
| 2     | Spa         | #8 Audi Sport Team Joest                      | #13 Rebellion Racing                                  | #36 Signatech Alpine                               | #71 AF Corse                           | #98 Aston Martin Racing                                 | Verslag |
| 2     | Spa         | Oliver Jarvis Lucas di Grassi Loïc Duval      | Dominik Kraihamer Alexandre Imperatori Mathéo Tuscher | Gustavo Menezes Nicolas Lapierre Stéphane Richelmi | Davide Rigon Sam Bird                  | Paul Dalla Lana Pedro Lamy Mathias Lauda                | Verslag |
| 3     | Le Mans     | #2 Porsche Team                               | #12 Rebellion Racing                                  | #36 Signatech Alpine                               | #66 Ford Chip Ganassi Team UK          | #83 AF Corse                                            | Verslag |
| 3     | Le Mans     | Marc Lieb Neel Jani Romain Dumas              | Nick Heidfeld Nicolas Prost Nelson Piquet jr.         | Gustavo Menezes Nicolas Lapierre Stéphane Richelmi | Olivier Pla Stefan Mücke Billy Johnson | François Perrodo Emmanuel Collard Rui Águas             | Verslag |
| 4     | Nürburgring | #1 Porsche Team                               | #13 Rebellion Racing                                  | #36 Signatech Alpine                               | #51 AF Corse                           | #98 Aston Martin Racing                                 | Verslag |
| 4     | Nürburgring | Mark Webber Brendon Hartley Timo Bernhard     | Dominik Kraihamer Alexandre Imperatori Mathéo Tuscher | Gustavo Menezes Nicolas Lapierre Stéphane Richelmi | Gianmaria Bruni James Calado           | Paul Dalla Lana Pedro Lamy Mathias Lauda                | Verslag |
| 5     | Mexico      | #1 Porsche Team                               | #13 Rebellion Racing                                  | #43 RGR Sport by Morand                            | #97 Aston Martin Racing                | #88 Abu Dhabi-Proton Racing                             | Verslag |
| 5     | Mexico      | Mark Webber Brendon Hartley Timo Bernhard     | Dominik Kraihamer Alexandre Imperatori Mathéo Tuscher | Filipe Albuquerque Bruno Senna Ricardo González    | Darren Turner Richie Stanaway          | Khaled Al Qubaisi Patrick Long David Heinemeier Hansson | Verslag |
| 6     | Austin      | #1 Porsche Team                               | #13 Rebellion Racing                                  | #36 Signatech Alpine                               | #95 Aston Martin Racing                | #98 Aston Martin Racing                                 | Verslag |
| 6     | Austin      | Mark Webber Brendon Hartley Timo Bernhard     | Dominik Kraihamer Alexandre Imperatori Mathéo Tuscher | Gustavo Menezes Nicolas Lapierre Stéphane Richelmi | Nicki Thiim Marco Sørensen             | Paul Dalla Lana Pedro Lamy Mathias Lauda                | Verslag |
| 7     | Fuji        | #6 Toyota Gazoo Racing                        | #13 Rebellion Racing                                  | #26 G-Drive Racing                                 | #67 Ford Chip Ganassi Team UK          | #98 Aston Martin Racing                                 | Verslag |
| 7     | Fuji        | Stéphane Sarrazin Mike Conway Kamui Kobayashi | Dominik Kraihamer Alexandre Imperatori Mathéo Tuscher | Roman Roesinov Alex Brundle Will Stevens           | Andy Priaulx Harry Tincknell           | Paul Dalla Lana Pedro Lamy Mathias Lauda                | Verslag |
| 8     | Shanghai    | #1 Porsche Team                               | #4 ByKolles Racing Team                               | #26 G-Drive Racing                                 | #67 Ford Chip Ganassi Team UK          | #98 Aston Martin Racing                                 | Verslag |
| 8     | Shanghai    | Mark Webber Brendon Hartley Timo Bernhard     | Oliver Webb Simon Trummer Pierre Kaffer               | Roman Roesinov Alex Brundle Will Stevens           | Andy Priaulx Harry Tincknell           | Paul Dalla Lana Pedro Lamy Mathias Lauda                | Verslag |
| 9     | Bahrein     | #8 Audi Sport Team Joest                      | #13 Rebellion Racing                                  | #26 G-Drive Racing                                 | #95 Aston Martin Racing                | #88 Abu Dhabi-Proton Racing                             | Verslag |
| 9     | Bahrein     | Oliver Jarvis Lucas di Grassi Loïc Duval      | Dominik Kraihamer Alexandre Imperatori Mathéo Tuscher | Roman Roesinov Alex Brundle René Rast              | Nicki Thiim Marco Sørensen             | Khaled Al Qubaisi Patrick Long David Heinemeier Hansson | Verslag |

## Kampioenschappen

### Puntensysteem
- Inschrijvingen vertrekkend van pole-position zijn vetgedrukt.
- Voor de 24 uur van Le Mans werden dubbele punten uitgereikt.

| Positie | 1e | 2e | 3e | 4e | 5e | 6e | 7e | 8e | 9e | 10e | Overig | Pole |
| Punten  | 25 | 18 | 15 | 12 | 10 | 8  | 6  | 4  | 2  | 1   | 0,5    | 1    |

### Coureurs
Er worden vijf titels uitgereikt aan de coureurs, waarvan twee wereldkampioenschappen. De kampioenen in de LMP- en de GT-klassen worden gekroond tot wereldkampioen, terwijl de kampioenen in de LMP1-privé-, LMP2- en LMGTE Am-klassen een FIA Endurance Trophy krijgen.

#### LMP
| Pos. | Coureur              | Team                      | SIL | SPA | LEM | NÜR | MEX | COA | FUJ | SHA | BHR | Punten |
| ---- | -------------------- | ------------------------- | --- | --- | --- | --- | --- | --- | --- | --- | --- | ------ |
| 1    | Marc Lieb            | Porsche Team              | 1   | 2   | 1   | 4   | 4   | 4   | 5   | 4   | 6   | 160    |
| 1    | Neel Jani            | Porsche Team              | 1   | 2   | 1   | 4   | 4   | 4   | 5   | 4   | 6   | 160    |
| 1    | Romain Dumas         | Porsche Team              | 1   | 2   | 1   | 4   | 4   | 4   | 5   | 4   | 6   | 160    |
| 2    | Oliver Jarvis        | Audi Sport Team Joest     | DNF | 1   | 3   | 2   | 15  | 2   | 2   | 5   | 1   | 147,5  |
| 2    | Lucas di Grassi      | Audi Sport Team Joest     | DNF | 1   | 3   | 2   | 15  | 2   | 2   | 5   | 1   | 147,5  |
| 2    | Loïc Duval           | Audi Sport Team Joest     | DNF | 1   | 3   | 2   | 15  | 2   | 2   | 5   | 1   | 147,5  |
| 3    | Mike Conway          | Toyota Gazoo Racing       | 2   | DNF | 2   | 6   | 3   | 3   | 1   | 2   | 5   | 145    |
| 3    | Stéphane Sarrazin    | Toyota Gazoo Racing       | 2   | DNF | 2   | 6   | 3   | 3   | 1   | 2   | 5   | 145    |
| 3    | Kamui Kobayashi      | Toyota Gazoo Racing       | 2   | DNF | 2   | 6   | 3   | 3   | 1   | 2   | 5   | 145    |
| 4    | Mark Webber          | Porsche Team              | DNF | 16  | 10  | 1   | 1   | 1   | 3   | 1   | 3   | 134,5  |
| 4    | Brendon Hartley      | Porsche Team              | DNF | 16  | 10  | 1   | 1   | 1   | 3   | 1   | 3   | 134,5  |
| 4    | Timo Bernhard        | Porsche Team              | DNF | 16  | 10  | 1   | 1   | 1   | 3   | 1   | 3   | 134,5  |
| 5    | André Lotterer       | Audi Sport Team Joest     | EX  | 5   | 4   | 3   | 2   | 6   | DNF | 6   | 2   | 104    |
| 5    | Marcel Fässler       | Audi Sport Team Joest     | EX  | 5   | 4   | 3   | 2   | 6   | DNF | 6   | 2   | 104    |
| 6    | Benoît Tréluyer      | Audi Sport Team Joest     | EX  | 5   | 4   |     | WD  | 6   | DNF | 6   | 2   | 70     |
| 7    | Dominik Kraihamer    | Rebellion Racing          | 3   | 3   | DNF | 7   | 5   | 7   | 6   | 17  | 7   | 66,5   |
| 7    | Alexandre Imperatori | Rebellion Racing          | 3   | 3   | DNF | 7   | 5   | 7   | 6   | 17  | 7   | 66,5   |
| 7    | Mathéo Tuscher       | Rebellion Racing          | 3   | 3   | DNF | 7   | 5   | 7   | 6   | 17  | 7   | 66,5   |
| 8    | Sébastien Buemi      | Toyota Gazoo Racing       | 16  | 17  | NC  | 5   | DNF | 5   | 4   | 3   | 4   | 60     |
| 8    | Kazuki Nakajima      | Toyota Gazoo Racing       | 16  | 17  | NC  | 5   | DNF | 5   | 4   | 3   | 4   | 60     |
| 8    | Anthony Davidson     | Toyota Gazoo Racing       | 16  | 17  | NC  | 5   |     | 5   | 4   | 3   | 4   | 60     |
| 9    | Gustavo Menezes      | Signatech Alpine          | 8   | 7   | 5   | 8   | 7   | 8   | 9   | 11  | 11  | 47     |
| 9    | Nicolas Lapierre     | Signatech Alpine          | 8   | 7   | 5   | 8   | 7   | 8   | 9   | 11  | 11  | 47     |
| 9    | Stéphane Richelmi    | Signatech Alpine          | 8   | 7   | 5   | 8   | 7   | 8   | 9   | 11  | 11  | 47     |
| 10   | Roman Roesinov       | G-Drive Racing            | 7   | 11  | 6   | DNF | 12  | 10  | 7   | 8   | 9   | 36     |
| 11   | Filipe Albuquerque   | RGR Sport by Morand       | 5   | 10  | 11  | 9   | 6   | 9   | 8   | 10  | 10  | 30     |
| 11   | Bruno Senna          | RGR Sport by Morand       | 5   | 10  | 11  | 9   | 6   | 9   | 8   | 10  | 10  | 30     |
| 11   | Ricardo González     | RGR Sport by Morand       | 5   | 10  | 11  | 9   | 6   | 9   | 8   | 10  | 10  | 30     |
| 12   | Will Stevens         | Manor                     | DNF | 14  |     |     |     |     |     |     |     | 26,5   |
| 12   | Will Stevens         | G-Drive Racing            |     |     | 6   |     |     |     | 7   | 8   |     | 26,5   |
| 13   | René Rast            | G-Drive Racing            | 7   | 11  | 6   | DNF | 12  | 10  |     |     | 9   | 26     |
| 14   | Nick Heidfeld        | Rebellion Racing          | 4   | 4   | 13  | 17  |     |     |     |     |     | 25,5   |
| 14   | Nicolas Prost        | Rebellion Racing          | 4   | 4   | 13  | 17  |     |     |     |     |     | 25,5   |
| 15   | Nelson Piquet jr.    | Rebellion Racing          | 4   | 4   | 13  |     |     |     |     |     |     | 25     |
| 16   | Pipo Derani          | Extreme Speed Motorsports | 6   | 8   | 14  | 10  | 8   | 13  | 11  | 12  | 12  | 20     |
| 16   | Ryan Dalziel         | Extreme Speed Motorsports | 6   | 8   | 14  | 10  | 8   | 13  | 11  | 12  | 12  | 20     |
| 16   | Chris Cumming        | Extreme Speed Motorsports | 6   | 8   | 14  | 10  | 8   | 13  | 11  | 12  | 12  | 20     |
| Pos. | Coureur              | Team                      | SIL | SPA | LEM | NÜR | MEX | COA | FUJ | SHA | BHR | Punten |

#### GTE
| Pos. | Coureur                  | Team                      | SIL | SPA | LEM | NÜR | MEX | COA | FUJ | SHA | BHR | Punten |
| ---- | ------------------------ | ------------------------- | --- | --- | --- | --- | --- | --- | --- | --- | --- | ------ |
| 1    | Nicki Thiim              | Aston Martin Racing       | 3   | DNF | 2   | 3   | 3   | 1   | 5   | 4   | 1   | 156    |
| 1    | Marco Sørensen           | Aston Martin Racing       | 3   | DNF | 2   | 3   | 3   | 1   | 5   | 4   | 1   | 156    |
| 2    | Davide Rigon             | AF Corse                  | 1   | 1   | DNF | 2   | 4   | 3   | 4   | 5   | 3   | 134    |
| 2    | Sam Bird                 | AF Corse                  | 1   | 1   | DNF | 2   | 4   | 3   | 4   | 5   | 3   | 134    |
| 3    | Gianmaria Bruni          | AF Corse                  | 2   | DNF | DNF | 1   | 2   | 2   | 3   | 3   | 2   | 128    |
| 3    | James Calado             | AF Corse                  | 2   | DNF | DNF | 1   | 2   | 2   | 3   | 3   | 2   | 128    |
| 4    | Stefan Mücke             | Ford Chip Ganassi Team UK | 5   | DNF | 1   | 4   | 11  | 13  | 2   | 2   | 6   | 118    |
| 4    | Olivier Pla              | Ford Chip Ganassi Team UK | 5   | DNF | 1   | 4   | 11  | 13  | 2   | 2   | 6   | 118    |
| 5    | Andy Priaulx             | Ford Chip Ganassi Team UK | 4   | 2   | 10  | 12  | 5   | 4   | 1   | 1   | 4   | 117,5  |
| 5    | Harry Tincknell          | Ford Chip Ganassi Team UK | 4   | 2   | 10  | 12  | 5   | 4   | 1   | 1   | 4   | 117,5  |
| 6    | Darren Turner            | Aston Martin Racing       | 3   | DNF | 2   | 5   | 1   | 5   | 6   | DNF | 5   | 115    |
| 7    | Richie Stanaway          | Aston Martin Racing       | DNF | 3   | 3   | 5   | 1   |     | 6   | DNF |     | 88     |
| 8    | Michael Christensen      | Dempsey-Proton Racing     | 9   | 4   | 6   | 6   | 6   | 6   | 7   | 6   | 7   | 74     |
| 8    | Richard Lietz            | Dempsey-Proton Racing     | 9   | 4   | 6   | 6   | 6   | 6   | 7   | 6   | 7   | 74     |
| 9    | Billy Johnson            | Ford Chip Ganassi Team UK | 5   | DNF | 1   |     |     |     |     |     |     | 60     |
| 10   | Jonathan Adam            | Aston Martin Racing       |     | 3   | 3   |     |     |     |     |     | 5   | 56     |
| 11   | Emmanuel Collard         | AF Corse                  | 6   | 6   | 4   | 8   | 8   | 12  | 9   | 8   | 10  | 55,5   |
| 11   | François Perrodo         | AF Corse                  | 6   | 6   | 4   | 8   | 8   | 12  | 9   | 8   | 10  | 55,5   |
| 11   | Rui Águas                | AF Corse                  | 6   | 6   | 4   | 8   | 8   | 12  | 9   | 8   | 10  | 55,5   |
| 12   | Fernando Rees            | Aston Martin Racing       | DNF | 3   | 3   |     |     | 5   |     |     |     | 55     |
| 13   | Marino Franchitti        | Ford Chip Ganassi Team UK | 4   | 2   | 10  | 12  | 5   | 4   |     |     |     | 54,5   |
| 14   | Mathias Lauda            | Aston Martin Racing       | 7   | 5   | DNF | 7   | DNF | 7   | 8   | 7   | DNF | 38     |
| 14   | Pedro Lamy               | Aston Martin Racing       | 7   | 5   | DNF | 7   | DNF | 7   | 8   | 7   | DNF | 38     |
| 14   | Paul Dalla Lana          | Aston Martin Racing       | 7   | 5   | DNF | 7   | DNF | 7   | 8   | 7   | DNF | 38     |
| 15   | Khaled Al Qubaisi        | Abu Dhabi-Proton Racing   | 11  | 10  | 5   | 10  | 7   | 11  | 12  | 10  | 8   | 34,5   |
| 15   | David Heinemeier Hansson | Abu Dhabi-Proton Racing   | 11  | 10  | 5   | 10  | 7   | 11  | 12  | 10  | 8   | 34,5   |
| 16   | Patrick Long             | Abu Dhabi-Proton Racing   |     | 10  | 5   | 10  | 7   |     | 12  | 10  | 8   | 33,5   |
| Pos. | Coureur                  | Team                      | SIL | SPA | LEM | NÜR | MEX | COA | FUJ | SHA | BHR | Punten |

#### LMP1-privécoureurs
| Pos. | Coureur              | Team                 | SIL | SPA | LEM | NÜR | MEX | COA | FUJ | SHA | BHR | Punten |
| ---- | -------------------- | -------------------- | --- | --- | --- | --- | --- | --- | --- | --- | --- | ------ |
| 1    | Dominik Kraihamer    | Rebellion Racing     | 1   | 1   | DNF | 1   | 1   | 1   | 1   | 2   | 1   | 193    |
| 1    | Alexandre Imperatori | Rebellion Racing     | 1   | 1   | DNF | 1   | 1   | 1   | 1   | 2   | 1   | 193    |
| 1    | Mathéo Tuscher       | Rebellion Racing     | 1   | 1   | DNF | 1   | 1   | 1   | 1   | 2   | 1   | 193    |
| 2    | Oliver Webb          | ByKolles Racing Team | 3   | 3   | DNF | DNF | 2   | 2   | DNF | 1   | 2   | 109    |
| 2    | Simon Trummer        | ByKolles Racing Team | 3   | 3   | DNF | DNF | 2   | 2   | DNF | 1   | 2   | 109    |
| 3    | Nick Heidfeld        | Rebellion Racing     | 2   | 2   | 1   | 2   |     |     |     |     |     | 104    |
| 3    | Nicolas Prost        | Rebellion Racing     | 2   | 2   | 1   | 2   |     |     |     |     |     | 104    |
| 4    | Nelson Piquet jr.    | Rebellion Racing     | 2   | 2   | 1   |     |     |     |     |     |     | 86     |
| 5    | Pierre Kaffer        | ByKolles Racing Team |     |     | DNF | DNF | 2   |     | DNF | 1   | 2   | 61     |
| 6    | James Rossiter       | ByKolles Racing Team | 3   | 3   |     |     |     |     |     |     |     | 30     |
| 7    | Mathias Beche        | Rebellion Racing     |     |     |     | 2   |     |     |     |     |     | 18     |
| Pos. | Coureur              | Team                 | SIL | SPA | LEM | NÜR | MEX | COA | FUJ | SHA | BHR | Punten |

#### LMP2
| Pos. | Coureur            | Team                      | SIL | SPA | LEM | NÜR | MEX | COA | FUJ | SHA | BHR | Punten |
| ---- | ------------------ | ------------------------- | --- | --- | --- | --- | --- | --- | --- | --- | --- | ------ |
| 1    | Gustavo Menezes    | Signatech Alpine          | 4   | 1   | 1   | 1   | 2   | 1   | 3   | 4   | 3   | 199    |
| 1    | Nicolas Lapierre   | Signatech Alpine          | 4   | 1   | 1   | 1   | 2   | 1   | 3   | 4   | 3   | 199    |
| 1    | Stéphane Richelmi  | Signatech Alpine          | 4   | 1   | 1   | 1   | 2   | 1   | 3   | 4   | 3   | 199    |
| 2    | Filipe Albuquerque | RGR Sport by Morand       | 1   | 4   | 6   | 2   | 1   | 2   | 2   | 3   | 2   | 166    |
| 2    | Bruno Senna        | RGR Sport by Morand       | 1   | 4   | 6   | 2   | 1   | 2   | 2   | 3   | 2   | 166    |
| 2    | Ricardo González   | RGR Sport by Morand       | 1   | 4   | 6   | 2   | 1   | 2   | 2   | 3   | 2   | 166    |
| 3    | Roman Roesinov     | G-Drive Racing            | 3   | 5   | 2   | DNF | 7   | 3   | 1   | 1   | 1   | 162    |
| 4    | Pipo Derani        | Extreme Speed Motorsports | 2   | 2   | 8   | 3   | 3   | 5   | 5   | 5   | 4   | 116    |
| 4    | Ryan Dalziel       | Extreme Speed Motorsports | 2   | 2   | 8   | 3   | 3   | 5   | 5   | 5   | 4   | 116    |
| 4    | Chris Cumming      | Extreme Speed Motorsports | 2   | 2   | 8   | 3   | 3   | 5   | 5   | 5   | 4   | 116    |
| 5    | René Rast          | G-Drive Racing            | 3   | 5   | 2   | DNF | 7   | 3   |     |     | 1   | 111    |
| 6    | Alex Brundle       | G-Drive Racing            |     |     |     | DNF | 7   | 3   | 1   | 1   | 1   | 98     |
| 7    | Will Stevens       | Manor                     | DNF | 8   |     |     |     |     |     |     |     | 92     |
| 7    | Will Stevens       | G-Drive Racing            |     |     | 2   |     |     |     | 1   | 1   |     | 92     |
| 8    | Jonny Kane         | Strakka Racing            | 5   | DNF | 4   | 4   | 4   | DNF | 6   |     |     | 66     |
| 9    | Kirill Ladygin     | SMP Racing                | 8   | 9   | 3   | 6   | DNF | 6   | 10  | 7   | 8   | 63     |
| 9    | Vitali Petrov      | SMP Racing                | 8   | 9   | 3   | 6   | DNF | 6   | 10  | 7   | 8   | 63     |
| 9    | Viktor Shaytar     | SMP Racing                | 8   | 9   | 3   | 6   | DNF | 6   | 10  | 7   | 8   | 63     |
| Pos. | Coureur            | Team                      | SIL | SPA | LEM | NÜR | MEX | COA | FUJ | SHA | BHR | Punten |

#### LMGTE Am
| Pos. | Coureur                  | Team                    | SIL | SPA | LEM | NÜR | MEX | COA | FUJ | SHA | BHR | Punten |
| ---- | ------------------------ | ----------------------- | --- | --- | --- | --- | --- | --- | --- | --- | --- | ------ |
| 1    | Emmanuel Collard         | AF Corse                | 1   | 2   | 1   | 2   | 2   | 6   | 2   | 2   | 3   | 188    |
| 1    | François Perrodo         | AF Corse                | 1   | 2   | 1   | 2   | 2   | 6   | 2   | 2   | 3   | 188    |
| 1    | Rui Águas                | AF Corse                | 1   | 2   | 1   | 2   | 2   | 6   | 2   | 2   | 3   | 188    |
| 2    | Khaled Al Qubaisi        | Abu Dhabi-Proton Racing | 5   | 6   | 2   | 4   | 1   | 5   | 5   | 4   | 1   | 151    |
| 2    | David Heinemeier Hansson | Abu Dhabi-Proton Racing | 5   | 6   | 2   | 4   | 1   | 5   | 5   | 4   | 1   | 151    |
| 3    | Mathias Lauda            | Aston Martin Racing     | 2   | 1   | DNF | 1   | DNF | 1   | 1   | 1   | DNF | 149    |
| 3    | Pedro Lamy               | Aston Martin Racing     | 2   | 1   | DNF | 1   | DNF | 1   | 1   | 1   | DNF | 149    |
| 3    | Paul Dalla Lana          | Aston Martin Racing     | 2   | 1   | DNF | 1   | DNF | 1   | 1   | 1   | DNF | 149    |
| 4    | Patrick Long             | Abu Dhabi-Proton Racing |     | 6   | 2   | 4   | 1   |     | 5   | 4   | 1   | 130    |
| 5    | Christian Ried           | KCMG                    | 4   | 4   | 6   | EX  | 3   | 2   | 3   | 3   | 2   | 121    |
| 5    | Wolf Henzler             | KCMG                    | 4   | 4   | 6   | EX  | 3   | 2   | 3   | 3   | 2   | 121    |
| 5    | Joël Camathias           | KCMG                    | 4   | 4   | 6   | EX  | 3   | 2   | 3   | 3   | 2   | 121    |
| 6    | Pierre Ragues            | Larbre Compétition      | 3   | 3   | 5   | 3   | DNF | 3   | 6   | 5   | 5   | 108    |
| 7    | Michael Wainwright       | Gulf Racing             | DNF | 5   | 3   | 5   | 4   | 4   | 4   | 6   | 4   | 106    |
| 7    | Adam Carroll             | Gulf Racing             | DNF | 5   | 3   | 5   | 4   | 4   | 4   | 6   | 4   | 106    |
| 7    | Ben Barker               | Gulf Racing             | DNF | 5   | 3   | 5   | 4   | 4   | 4   | 6   | 4   | 106    |
| 8    | Yutaka Yamagishi         | Larbre Compétition      | 3   | 3   | 5   | 3   | DNF |     | 6   |     |     | 73     |
| Pos. | Coureur                  | Team                    | SIL | SPA | LEM | NÜR | MEX | COA | FUJ | SHA | BHR | Punten |

### Constructeurs en teams
Er worden zes titels uitgereikt aan de constructeurs en teams, waarvan twee wereldkampioenschappen. De kampioenen in de LMP1- en GTE-klassen worden gekroond tot wereldkampioen, terwijl de kampioenen in de LMP1-privé-, LMP2-, de LMGTE Pro- en LMGTE Am-klassen een FIA Endurance Trophy krijgen.

#### LMP1
Een constructeur ontvangt enkel punten voor de twee hoogst geklasseerde auto's.
| Pos. | Constructeur | SIL | SPA | LEM | NÜR | MEX | COA | FUJ | SHA | BHR | Punten |
| ---- | ------------ | --- | --- | --- | --- | --- | --- | --- | --- | --- | ------ |
| 1    | Porsche      | 1   | 2   | 1   | 1   | 1   | 1   | 3   | 1   | 3   | 324    |
| 1    | Porsche      | DNF | 4   | 5   | 4   | 4   | 4   | 5   | 4   | 6   | 324    |
| 2    | Audi         | DNF | 1   | 3   | 2   | 2   | 2   | 2   | 5   | 1   | 266    |
| 2    | Audi         | EX  | 3   | 4   | 3   | 5   | 6   | DNF | 6   | 2   | 266    |
| 3    | Toyota       | 2   | 5   | 2   | 5   | 3   | 3   | 1   | 2   | 4   | 229    |
| 3    | Toyota       | 3   | DNF | NC  | 6   | DNF | 5   | 4   | 3   | 5   | 229    |
| Pos. | Constructeur | SIL | SPA | LEM | NÜR | MEX | COA | FUJ | SHA | BHR | Punten |

#### GTE
Een constructeur ontvangt enkel punten voor de twee hoogst geklasseerde auto's.
| Pos. | Constructeur | SIL | SPA | LEM | NÜR | MEX | COA | FUJ | SHA | BHR | Punten |
| ---- | ------------ | --- | --- | --- | --- | --- | --- | --- | --- | --- | ------ |
| 1    | Ferrari      | 1   | 1   | 4   | 1   | 2   | 2   | 3   | 3   | 2   | 294    |
| 1    | Ferrari      | 2   | 6   | DNF | 2   | 4   | 3   | 4   | 5   | 3   | 294    |
| 2    | Aston Martin | 3   | 3   | 2   | 3   | 1   | 1   | 5   | 4   | 1   | 287    |
| 2    | Aston Martin | 7   | 5   | 3   | 5   | 3   | 5   | 6   | 7   | 5   | 287    |
| 3    | Ford         | 4   | 2   | 1   | 4   | 5   | 4   | 1   | 1   | 4   | 241,5  |
| 3    | Ford         | 5   | DNF | 8   | 11  | 11  | 12  | 2   | 2   | 6   | 241,5  |
| 4    | Porsche      | 8   | 4   | 5   | 6   | 6   | 6   | 7   | 6   | 7   | 123    |
| 4    | Porsche      | 9   | 7   | 6   | 9   | 7   | 8   | 10  | 9   | 8   | 123    |
| Pos. | Constructeur | SIL | SPA | LEM | NÜR | MEX | COA | FUJ | SHA | BHR | Punten |

#### LMP1-privéteams
| Pos. | Auto | Team                 | SIL | SPA | LEM | NÜR | MEX | COA | FUJ | SHA | BHR | Punten |
| ---- | ---- | -------------------- | --- | --- | --- | --- | --- | --- | --- | --- | --- | ------ |
| 1    | 13   | Rebellion Racing     | 1   | 1   | DNF | 1   | 1   | 1   | 1   | 2   | 1   | 193    |
| 2    | 4    | ByKolles Racing Team | 3   | 3   | DNF | DNF | 2   | 2   | DNF | 1   | 2   | 109    |
| 3    | 12   | Rebellion Racing     | 2   | 2   | 1   | 2   |     |     |     |     |     | 104    |
| Pos. | Auto | Team                 | SIL | SPA | LEM | NÜR | MEX | COA | FUJ | SHA | BHR | Punten |

#### LMP2
| Pos. | Auto | Team                      | SIL | SPA | LEM | NÜR | MEX | COA | FUJ | SHA | BHR | Punten |
| ---- | ---- | ------------------------- | --- | --- | --- | --- | --- | --- | --- | --- | --- | ------ |
| 1    | 36   | Signatech Alpine          | 4   | 1   | 1   | 1   | 2   | 1   | 3   | 4   | 3   | 199    |
| 2    | 43   | RGR Sport by Morand       | 1   | 3   | 6   | 2   | 1   | 2   | 2   | 3   | 2   | 169    |
| 3    | 26   | G-Drive Racing            | 3   | 4   | 2   | DNF | 7   | 3   | 1   | 1   | 1   | 164    |
| 4    | 31   | Extreme Speed Motorsports | 2   | 2   | 8   | 3   | 3   | 5   | 5   | 5   | 4   | 116    |
| 5    | 30   | Extreme Speed Motorsports | 8   | 5   | 7   | 9   | 8   | 7   | 4   | 2   | 5   | 78     |
| 6    | 37   | SMP Racing                | 7   | 7   | 3   | 6   | DNF | 6   | 10  | 7   | 7   | 71     |
| 7    | 42   | Strakka Racing            | 5   | DNF | 4   | 4   | 4   | DNF | 6   |     |     | 66     |
| 8    | 27   | SMP Racing                | 9   | DNF | 5   | 8   | 6   | 4   | 8   | 6   | 8   | 62     |
| 9    | 35   | Baxi DC Racing Alpine     | 6   | DNF | DNF | 7   | 5   | 8   | 9   | 8   | 6   | 42     |
| 10   | 44   | Manor                     | DNF | 6   | DNF | 5   | DNF | DNF | 7   | 9   | 9   | 29     |
| Pos. | Auto | Team                      | SIL | SPA | LEM | NÜR | MEX | COA | FUJ | SHA | BHR | Punten |

#### LMGTE Pro
| Pos. | Auto | Team                      | SIL | SPA | LEM | NÜR | MEX | COA | FUJ | SHA | BHR | Punten |
| ---- | ---- | ------------------------- | --- | --- | --- | --- | --- | --- | --- | --- | --- | ------ |
| 1    | 95   | Aston Martin Racing       | 3   | DNF | 2   | 3   | 3   | 1   | 5   | 4   | 1   | 156    |
| 2    | 67   | Ford Chip Ganassi Team UK | 4   | 2   | 5   | 7   | 5   | 4   | 1   | 1   | 4   | 141    |
| 3    | 71   | AF Corse                  | 1   | 1   | DNF | 2   | 4   | 3   | 4   | 5   | 3   | 134    |
| 4    | 66   | Ford Chip Ganassi Team UK | 5   | DNF | 1   | 4   | 7   | 7   | 2   | 2   | 6   | 129    |
| 5    | 51   | AF Corse                  | 2   | DNF | DNF | 1   | 2   | 2   | 3   | 3   | 2   | 128    |
| 6    | 97   | Aston Martin Racing       | DNF | 3   | 3   | 5   | 1   | 5   | 6   | DNF | 5   | 109    |
| 7    | 77   | Dempsey-Proton Racing     | 6   | 4   | 4   | 6   | 6   | 6   | 7   | 6   | 7   | 88     |
| Pos. | Auto | Team                      | SIL | SPA | LEM | NÜR | MEX | COA | FUJ | SHA | BHR | Punten |

#### LMGTE Am
| Pos. | Auto | Team                    | SIL | SPA | LEM | NÜR | MEX | COA | FUJ | SHA | BHR | Punten |
| ---- | ---- | ----------------------- | --- | --- | --- | --- | --- | --- | --- | --- | --- | ------ |
| 1    | 83   | AF Corse                | 1   | 2   | 1   | 2   | 2   | 6   | 2   | 2   | 3   | 188    |
| 2    | 88   | Abu Dhabi-Proton Racing | 5   | 6   | 2   | 4   | 1   | 5   | 5   | 4   | 1   | 151    |
| 3    | 98   | Aston Martin Racing     | 2   | 1   | DNF | 1   | DNF | 1   | 1   | 1   | DNF | 149    |
| 4    | 78   | KCMG                    | 4   | 4   | 5   | EX  | 3   | 2   | 3   | 3   | 2   | 125    |
| 5    | 50   | Larbre Compétition      | 3   | 3   | 4   | 3   | DNF | 3   | 6   | 5   | 5   | 112    |
| 6    | 86   | Gulf Racing             | DNF | 5   | 3   | 5   | 4   | 4   | 4   | 6   | 4   | 106    |
| Pos. | Auto | Team                    | SIL | SPA | LEM | NÜR | MEX | COA | FUJ | SHA | BHR | Punten |